# Білоусько Іван Порфирович
Іва́н Порфи́рович Білоусько (нар. 28 червня 1936, хутір Білоуськи Козельщинського району Харківської області — зараз нема, частково переселений до села Панасівка Козельщинського району Полтавської області — пом. 8 червня 2010, Кременчук) — новатор промислового виробництва часів СРСР, 1981 — Герой Соціалістичної Праці, нагороджений орденами Леніна, Жовтневої Революції, Трудового Червоного Прапора, «Знак Пошани», медаллю «За трудову доблесть», почесними знаками «Переможець соціалістичного змагання». Почесний громадянин Кременчука.

## Життєпис
Походить з селянської родини, закінчив семирічну школу, здобув середню освіту без відриву від виробництва 1952 року. Згодом закінчив Кременчуцьке залізничне училище, школу майстрів.
Працював на Кременчуцькому мостовому (згодом звалося комбайновому) підприємстві — слюсар-ремонтник промислового обладнання; на Кременчуцькому автомобільному заводі — ковалем.
Протягом кількох десятиліть виступав з трудовими починами у автомобільній галузі.
Був протягом трьох скликань депутатом Кременчуцької міської ради. Також упродовж двадцяти років був засідателем Автозаводського району Кременчука, членом міської ради ветеранів.
У березні 1981 року указом Верховної Ради УРСР йому присвоєне звання Героя Соціалістичної Праці: «за видатні виробничі успіхи та високі показники праці в галузі автомобілебудування».
По виході на пенсію продовжував займати активну громадянську позицію, брав участь в житті спільноти Кременчука та підприємства «АвтоКрАЗ».